# メガネアメリカムシクイ
メガネアメリカムシクイ（Oporornis formosus）は、鳥類の一種（英名：Kentucky Warbler）ニューワールドウグイスの小さな種。
尾が短く、動きが鈍くて重いウグイスで、歌うときを除いて、ほとんどの時間を地面またはその近くで過ごすことを好む。

## 画像
- サウスパドレ島-テキサス
- サウスパドレ島-テキサス

測定： 